# 露助
露助（ろすけ）とは、日本語におけるロシア人またはロシアの侮称。
なお、歴史上、ロシアに侵略されロシアに組み入れられた地域にいた民族は多数ある（タタール人など）ものの、この言葉のニュアンスでは、それらの少数民族は含めず、単にスラヴ系ロシア人を嫌悪して使用する人がほとんどである。

## 概要
日本ではロシア人を「魯西亜人（露西亜人）」「おろしや人」「ヲロシア人」などと呼んでいた。また、18世紀、蝦夷に来航したロシア人のことを「赤人」や「赤蝦夷」と呼んでいた（例：赤蝦夷風説考）。これらと同じく「露助」もロシア語の形容詞である「ルースキー（русский、英: Russky）」に由来し、ロシア語圏で「ロシアの」を意味する言葉が日本語化されたもので、元は特に差別的な言葉ではなかった。
しかし、フヴォストフ事件、ゴローニン事件、ロシア軍艦対馬占領事件、三国干渉、日露戦争、尼港事件、ノモンハン事件、
ソ連対日参戦、三船殉難事件、葛根廟事件、シベリア抑留、北方領土問題などを通して、ロシアやソ連邦との軋轢は深まる一方であった。
最近では、ロシアによるウクライナ侵攻に伴い、日本人のロシアとロシア人に対するイメージがさらに悪化しており（もっとも、言うまでもなくウクライナ侵攻によってロシアのイメージが悪化しているのは日本に限った話ではないが）、ロシアのアレクサンドル・パノフ元駐日大使はウクライナ侵攻を巡り日本の反露感情は、ソ連時代よりも強いと発言した。事実、2023年の内閣府世論調査ではロシアに親しみを感じると回答した割合が５％に落ち込み、昭和53年の調査開始以来最低を記録した。
平民におけるロシアへの敵愾心は江戸時代から存在しており、例えば小林一茶は1804年（享和4年）のニコライ・レザノフのロシア船長崎滞泊に対し、師走（旧暦12月）に以下の俳句を書いている。